# Ryo Niizato
Ryo Niizato (新里 涼 Niizato Ryo?, nacido el 3 de septiembre de 1995 en Tokio) es un futbolista japonés que se desempeña como centrocampista.

## Trayectoria

### Clubes
| Club             | País  | Año    |
| ---------------- | ----- | ------ |
| V-Varen Nagasaki | Japón | 2018 - |

## Estadística de carrera

### J. League
| Club             | Año   | J. League | J. League | Copa J. League | Copa J. League | Total | Total |
| Club             | Año   | Part.     | Goles     | Part.          | Goles          | Part. | Goles |
| ---------------- | ----- | --------- | --------- | -------------- | -------------- | ----- | ----- |
| V-Varen Nagasaki | 2018  | 7         | 0         | 5              | 1              | 12    | 1     |
| Total            | Total | 7         | 0         | 5              | 1              | 12    | 1     |